# Quilije Arslã III
Quilije Arslã II ou Arslão III (em árabe: قلج أرسلان; romaniz.: Qilij Arslān; em turco: III. Kılıç Arslan), também conhecido como Clitziastlã (em grego medieval: Κλιτζιασθλάν) foi o sultão de Rum por um breve período entre 1204 e 1205.